# Paul Acket
Paul Acket (de achternaam uitgesproken als "Akèt"), (Semarang, 15 november 1922 – Scheveningen, 5 oktober 1992) was een Nederlands impresario en uitgever.

## Leven en werk

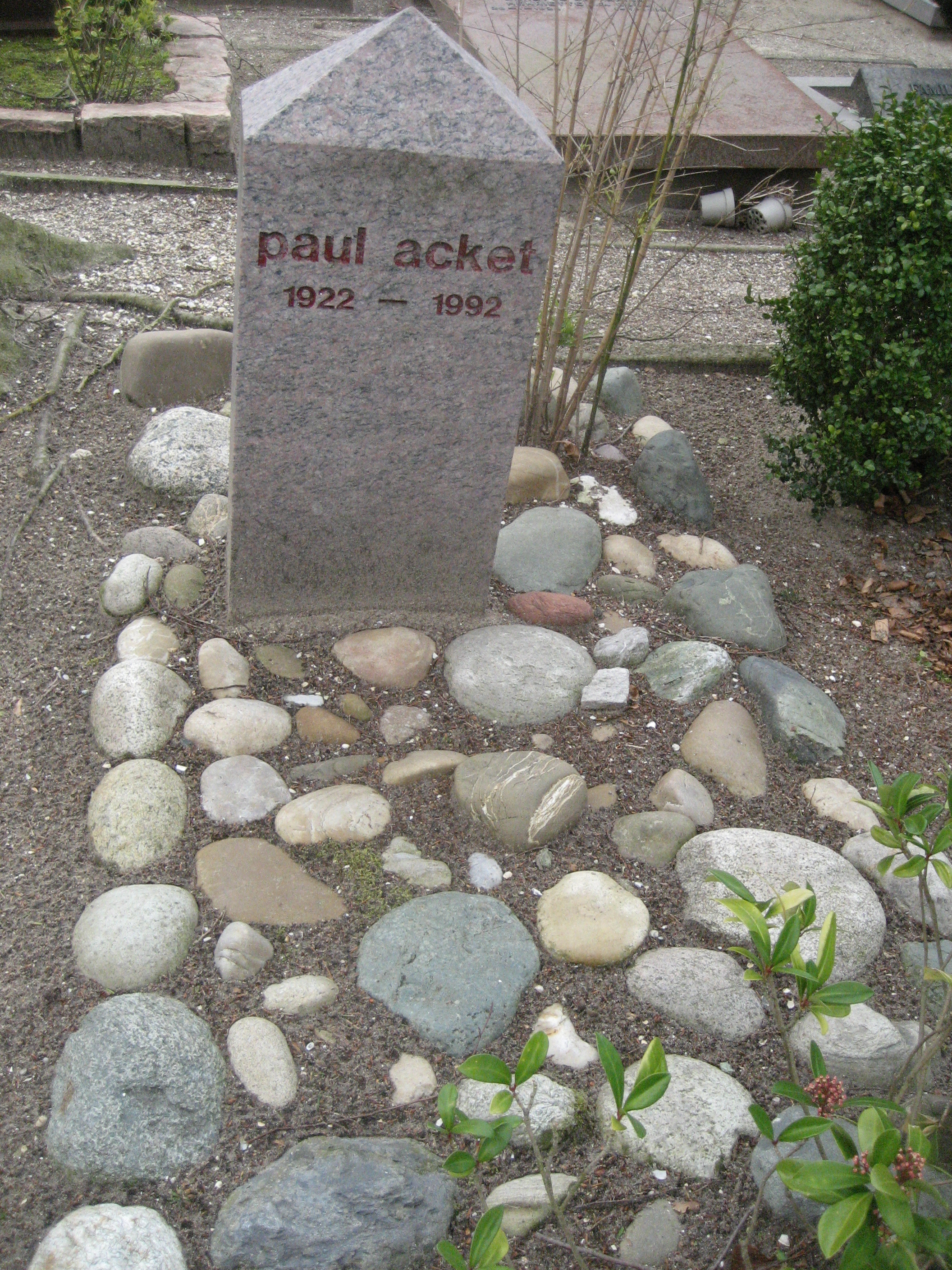
Graf van Acket (Petrus Banden, Den Haag)

Acket was een zoon van Bernard Willem Paul Acket en Johanna Annetta Schut. Hij begon in 1942 met het schrijven van recensies voor het muziekmaandblad Tuney Tunes. In 1949 werd hij daar de eerste vaste redacteur. Ook werkte hij mee aan het in oktober 1949 door Tuney Tunes-eigenaar Jan van Haaren opgerichte jazzblad Rhythme. Begin 1951 kwam het tot een breuk met Van Haaren en ging Acket samen met zijn Tuney Tunes-collega Frits Versteeg de redactie verzorgen van het nieuwe muziekmaandblad Luister. Tezelfdertijd begon Acket in zijn vrije uren concerten te organiseren met de Dutch Swing College Band. Ook haalde hij in 1952 Dizzy Gillespie naar Nederland. Met de opbrengst van de concerten richtte Acket in januari 1956 het maandblad Muziek Expres op, dat in de jaren zestig uitgroeide tot het grootste popblad van Nederland. In januari 1965 slaagde Acket er tevens in eigenaar te worden van Tuney Tunes, dat hij een jaar later omdoopte in Popfoto. In 1974 verkocht Acket zowel Muziek Expres (oplage: 375.000) als Popfoto (325.000) voor een miljoenenbedrag aan uitgeversconcern VNU. Met de opbrengst begon Acket in 1976 het North Sea Jazz Festival, dat zijn levenswerk zou worden. In 1982 werd hij benoemd tot Ridder in de Orde van Oranje-Nassau.
Acket overleed in oktober 1992 aan de gevolgen van longkanker op 69-jarige leeftijd te Scheveningen.

## Paul Acket Award
Vanaf 2005 bestaat de Paul Acket Award, als opvolger van de Bird Award, die jaarlijks op het North Sea Jazz festival wordt uitgereikt.